# Nasilje nad Lukrecijom
Nasilje nad Lukrecijom (engl. The Rape of Lucretia, op. 37) naziv je komorne opere u dva čina engleskog skladatelja Benjamina Brittena. Prema tragediji Silovanje Lukrecije (franc. Le Viol de Lucrèce) Andréa Obeya, koji je svoju tragediju napisao inspiriran istoimenom pjesmom Williama Shakespearea iz 1594. godine, libreto za Brittenovu operu priredio je Ronald Duncan.

## O praizvedbi
Britten je ovu svoju operu skladao za slavnu englesku altisticu Kathleen Ferrier, koja je prilikom praizvedbe u Glyndebourneu 12. srpnja 1946. pjevala i naslovnu ulogu. U ostalim ulogama nastupili su: Peter Pears kao Muški korus, Joan Cross kao Ženski korus, Otakar Kraus kao Tarkvinije, Owen Brannigan kao Kolatin, Edmund Donleavy kao Junije, Anna Pollak kao Bjanka i Margaret Ritchie kao Lucija. Praizvedbom je ravnao švicarski dirigent Ernest Ansermet.

## Različiti prijevodi naslova i izvedbe u Hrvatskoj
Naslov ove Brittenove opere u nas se ranije doista neprikladno prevodio kao Otmica Lukrecije. Ugledni hrvatski muzikolog i operni redatelj Nenad Turkalj u svojoj knjizi 111 OPERA sasvim opravdano tvrdi da bi, zapravo, najprimjereniji prijevod bio Oskvrnuće Lukrecije. ↓1
Na Splitskom ljetu 1957. zabilježene su dvije izvedbe na Peristilu: Lukreciju je pjevala Marijana Radev, a Tarkvinija Vladimir Ruždjak. Na Dubrovačkim ljetnim igrama (Lovrijenac) ostvareno je osam izvedbi u razdoblju od 1956. do 1961., kojima su ravnali Mladen Bašić i Boris Papandopulo.
Unatoč svim prijeporima oko mogućih prijevoda naslova, 1997. ova je Brittenova opera u Zagrebu izvedena pod nazivom Nasilje nad Lukrecijom. Tu izvedbu su, u suradnji s ansamblom Opere HNK u Zagrebu, priredili supružnici Bašić: redateljica Zlatica Bašić-Stepan i dirigent Mladen Bašić.   
Godine 2012. u HNK Split opera je, u međunarodnoj koprodukciji s Fondacijom Artemus iz Madrida i Teatrom Verdi iz Trsta, postavljena pod naslovom Silovanje Lukrecije. Izvedbom je ravnao Robert Homen, a scenu i režiju priredio Nenad Glavan.

## Osobe (uloge)
- Tarkvinije (Tarquinius), sin etruščanskog tiranina – bariton
- Kolatin (Collatinus), rimski general u etruščanskoj službi – bas
- Junije (Junius), rimski general u etruščanskoj službi – bariton
- Lukrecija (Lucretia), Kolatinova žena, Rimljanka – alt
- Bjanka (Bianca), stara Lukrecijina dojilja i dadilja – mezzosopran
- Lucija (Lucia), Lukrecijina služavka – sopran
- Ženski korus (Female Chorus) – sopran
- Muški korus (Male Chorus) – tenor

Muškom i Ženskom korusu Britten je namijenio vrlo osebujnu ulogu pjevača-komentatora. Oni svojim pjevom tumače radnju i zbivanja na sceni te, poput kakva pripovjedača, opisuju misli i osjećaje pojedinih osoba (uloga).

## Sadržaj
Prolog: Poput zbora u antičkim tragedijama, korusi nas uvode u radnju opere, objašnjavajući prilike u Rimu u vrijeme tiranske vladavine Tarkvinija Oholog oko 500. godine pr. Kr. Oboje nam kazuju da će radnju opere ispričati i interpretirati s kršćanskoga gledišta.
Prvi čin - prvi prizor: U svom šatoru u vojnom taboru nedaleko Rima mladi Tarkvinije, zajedno s rimskim generalima Kolatinom i Junijem, ispija pehare vina. Raspravljaju o ženskoj vjernosti, jer su prethodne noći mnogi časnici za okladu posjetili svoje domove u Rimu, kako bi provjerili jesu li im žene vjerne. No, gotovo svi su s razočaranjem otkrili da ih njihove žene besramno varaju. Otkrili su tako i da je samo Kolatinova žena Lukrecija jedina vjerna svojemu mužu. Kad Kolatin ode na spavanje, Junije – osramoćen nevjerom svoje žene – izaziva Tarkvinija da Lukrecijinu odanost Kolatinu podvrgne kušnji. Neobuzdani Tarkvinije prihvati izazov i odjaše u Rim.
Prvi čin - drugi prizor: U svojem domu, zajedno sa služavkama Bjankom i Lucijom, Lukrecija je zaokupljena vezenjem i šivanjem. Srce joj čezne za voljenim Kolatinom. Spremajući se na počinak, tri žene odjednom začuju nečije glasno kucanje po vratima: to je Tarkvinije koji, objašnjavajući da mu se konj ozlijedio, moli za prenoćište. Lukrecija mu, kao rimskom vladaru, nikako ne može odbiti gostoprimstvo.   
Drugi čin - prvi prizor: Korusi pjevaju o sve većem nezadovoljstvu Rimljana i mogućoj pobuni protiv Tarkvinijeve tiranije. Lukrecija spava u svojoj odaji. Tarkvinije se prišulja njenoj postelji i budi je žudnim poljupcem. Ona ga odbija, ali joj on zaprijeti mačem i nasilno je obljubi.
Drugi čin - drugi prizor: Sljedeće jutro Lucija i Bjanka kite kuću cijećem, sretne što je Tarkvinije još u noći odjahao svojim putem. Dolazi shrvana Lukrecija i šalje glasnika Kolatinu da što prije dođe kući. Znajući da Tarkvinije nije spavao u svom šatoru, Kolatin naslućuje što se dogodilo. Dok mu Lukrecija prepričava nemili događaj od prethodne noći, Kolatin je s mnogo ljubavi i razumijevanja pokušava utješiti. Ali ona ipak ne može podnijeti sramotno poniženje i nožem si oduzima život. Dok svi oplakuju Lukrecijinu smrt, Kolatin i Junije pozivaju Rimljane na ustanak protiv tiranina.
Epilog: Ženski korus svojim pjevom očajava nad moralnom ispraznošću ove priče, a muški je korus tješi da sva ta bol ipak ima svoje značenje i da su svi ljudski grijesi očišćeni Kristovom patnjom i trpljenjem. Opera završava duetom korusa i njihovom zajedničkom molitvom.

## Bilješka
1. ↑1 N. Turkalj: 111 OPERA, str. 53.

## Vanjske poveznice
- Britten-Pears Foundation (engl.)
- Pacific Opera Victoria Study Guide  Arhivirana inačica izvorne stranice od 11. ožujka 2012. (Wayback Machine) (engl.)
- Teatar.hr - Silovanje Lukrecije  Arhivirana inačica izvorne stranice od 2. rujna 2014. (Wayback Machine)